# Sankt Lars kyrka, Lojo

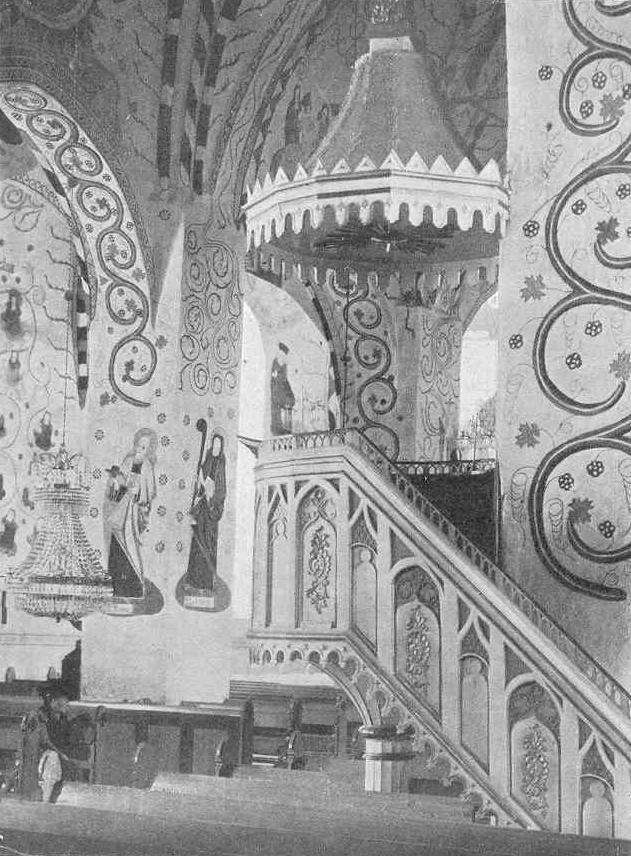
Interiör (omkring år 1900)

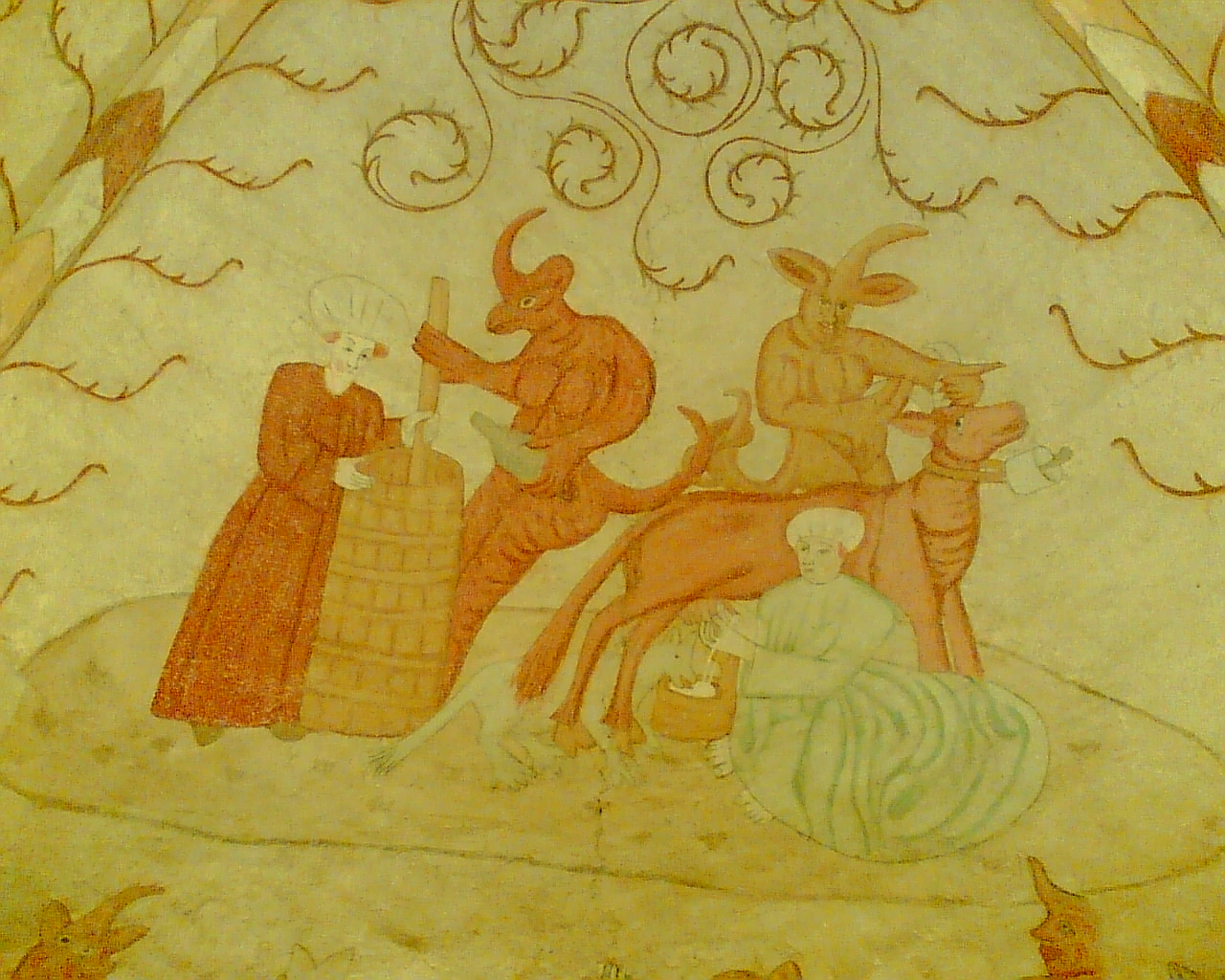
Senmedeltida väggmålning

Sankt Lars kyrka i Lojo är byggd i slutet av medeltiden, exakt datering diskuteras det om bland kyrkoforskarna, men man är överens om åren omkring 1480–1510 som en sannolik uppbyggnadstid. Oavsett vad är kyrkan Finlands största medeltidskyrka, efter Åbo domkyrka och Nådendals klosterkyrka, med sina 670 kvadratmeter i kyrkorummet är den nästan dubbelt så stor som den genomsnittliga finländska församlingskyrkan från samma tidsepok. Kyrkan är tillägnad Sankt Lars.
Lojo kyrksocken är en av de västnyländska stamsocknarna som härstammar från 1200-talet. Lojo nämns enligt en osäker uppgift från 1600-talet första gången år 1323. Från Lojo avskildes Vichtis kapell i början av 1400-talet.
Socknens höga ålder innebär att stenkyrkan bör ha haft en föregångare, troligtvis i trä. Antagandet förstärks också av att det under kyrkgolvet har hittats mynt från Magnus Erikssons regeringstid. Sankt Lars kyrkan är belägen nära den östra stranden av Lojo sjö. Kyrkan har sittplats för cirka 550 personer.

## Exteriör
Likasom övriga medeltida gråstenskyrkor i Finland framträder Sankt Lars-kyrkan i Lojo så gott som utan några prydnader. Endast de av tegel uppförda gavlarna är även här medels fördjupningar i murytan utsirade med kors och några enkla ornament i form av rundlar och horisontella ränder.

## Interiör
Kyrkans inre är rikt utsmyckad med kalkmålningar på väggar, pelare och valv, vilka restaurerades åren 1886 och 1889. Dessa är inte målade efter någon strängt utstakad plan, men bilderna framträder dock i allmänhet gruppvis, så till exempel scenerna ur Moses och israeliterna historia, legenderna om Christoforos, Katarina, Daniel och madonnans föräldrar (Joakim och Anna), Yttersta domen och så vidare. De borgerliga kostymerna i målningarna tillhör senare hälften av 1400-talet och tiden för målningarnas utförande har anslagits till 1510–1522. Särskilt bildernas etnografiska värde är ganska stort, såsom utvisande det sätt, varpå hög som låg under denna tid gick klädd, men även i tekniskt avseende är de intressanta. Målarens namn är inte känt, men han har utan tvivel, trots sina tekniska brister, varit konstnärligt begåvad och uppfyllt väl sin plikt gentemot den praktälskande katolska kyrkan, som var hans arbetsgivare.